# Maxim Van Gils
Maxim Van Gils (* 25. November 1999 in Brasschaat) ist ein belgischer Radrennfahrer, der vorrangig auf der Straße aktiv ist.

## Sportlicher Werdegang
Mit dem Wechsel in die U23 wurde Van Gils Mitglied im Team Lotto-Soudal U23, für das er drei Jahre lang fuhr und in der Saison 2019 die Nachwuchswertung der Tour de Savoie Mont-Blanc gewann. Zur Saison 2021 wurde er in das UCI WorldTeam Lotto Soudal übernommen. Bereits in seinem ersten Jahr als Profi nahm er mit der Vuelta a España 2021 erstmals an einer Grand Tour teil und beendete diese auf Platz 88 der Gesamtwertung.
Seinen ersten Sieg als Profi erzielte er in der Saison 2022, als er die vierte Etappe der Saudi Tour als Solist für sich entschied und damit auch den Grundstein für den Gewinn der Gesamtwertung legte. Auf der 13. Etappe der Tour de France 2023 verpasste er als Zweiter nur knapp einen Etappenerfolg bei einer Grand Tour. 
Zu Beginn der Saison 2024 ging Van Gils bei der Andalusien-Rundfahrt an den Start, bei der aufgrund von Bauernprotesten jedoch nur ein vier Kilometer langes Bergzeitfahren ausgetragen werden konnte, das der Belgier für sich entschied. Wenige Wochen später stand er als Dritter auf dem Podium der Strade Bianche, ehe er mit Platz sieben auch bei Mailand–Sanremo aufzeigte. Nachdem er sich beim Gran Premio Miguel Induráin nur dem US-Amerikaner Brandon McNulty geschlagen geben musste, ging er als Mitfavorit bei den Ardennen-Klassikern an den Start, wo er Dritter des Flèche Wallonne und Vierter von Lüttich–Bastogne–Lüttich wurde. Bei letzterem verpasste er seinen ersten Podestplatz bei einem Monument des Radsports nur knapp, als er sich im Sprint um Platz drei nur dem Weltmeister Mathieu van der Poel geschlagen geben musste. Kurz darauf gewann er mit Eschborn–Frankfurt ein Eintagesrennen der UCI WorldTour, ehe er auch den Grossen Preis des Kantons Aargau für sich entschied. Nach Platz fünf zum Auftakt der Tour de France musste er die Frankreich-Rundfahrt am zweiten Ruhetag aufgrund einer COVID-19-Infektion verlassen. Zum Ende der Saison verpasste Van Gils als Vierter nur knapp das Podium beim Grand Prix Cycliste de Montréal.
Nach der Saison 2024 kam das Team Lotto trotz eines laufenden Vertrages seinem Wunsch nach einem Teamwechsel nach und gab ihn frei, so dass er zur Saison 2025 Mitglied im UCI WorldTeam Red Bull-Bora-hansgrohe wurde, wo er die Rolle des Teamkapitäns bei den Klassikerns übernehmen soll. Bei seinem Debüt für die Deutsche Mannschaft kam er beim Étoile de Bessèges auf der 2. Etappe zu Sturz, als ein Auto auf die abgesperrte Strecke gelangte und für eine Kettenreaktion im Peloton sorgte. Van Gils musste das französische Etappenrennen aufgeben, ehe er kurz darauf den Auftakt der Andalusien-Rundfahrt für sich entschied. Die Gesamtführung musste er jedoch bereits am zweiten Etappentag abgeben, sicherte sich schlussendlich aber als Gesamtvierter die Punktewertung.

## Erfolge
2017
- Classique des Alpes Juniors

2019
- Nachwuchswertung Tour de Savoie Mont-Blanc

2022
- Gesamtwertung, eine Etappe und Nachwuchswertung Saudi Tour

2024
- Gesamtwertung und eine Etappe Andalusien-Rundfahrt
- Eschborn–Frankfurt
- Grosser Preis des Kantons Aargau

2025
- eine Etappe und Punktewertung Andalusien-Rundfahrt
- eine Etappe Tour of Norway

## Wichtige Platzierungen
| Grand Tour            | 2021 | 2022 | 2023 | 2024 | 2025 |
| --------------------- | ---- | ---- | ---- | ---- | ---- |
| Giro d’ItaliaGiro     | –    | –    | –    | –    |      |
| Tour de FranceTour    | –    | –    | 59   | DNF  |      |
| Vuelta a EspañaVuelta | 88   | DNF  | –    | –    |      |

| Monument                 | 2021 | 2022 | 2023 | 2024 | 2025 |
| ------------------------ | ---- | ---- | ---- | ---- | ---- |
| Mailand–Sanremo          | –    | 34   | 38   | 7    | 19   |
| Flandern-Rundfahrt       | –    | –    | –    | –    |      |
| Paris–Roubaix            | –    | –    | –    | –    |      |
| Lüttich–Bastogne–Lüttich | –    | –    | 11   | 4    |      |
| Lombardei-Rundfahrt      | DNF  | DNF  | 14   | –    |      |